# Répertoire du quintette à vent
Le répertoire du quintette à vent adresse les œuvres composées pour cet ensemble.
Au XXe siècle, de nombreux compositeurs ont proposé des œuvres pour cette formation particulière.